# Phrosinella aurifacies
Phrosinella aurifacies är en tvåvingeart som beskrevs av Downes 1985. Phrosinella aurifacies ingår i släktet Phrosinella och familjen köttflugor. Inga underarter finns listade i Catalogue of Life.